# Geza Szczyrkowski
Geza Szczyrkowski (ur. 29 marca 1869 w Preszowie, zm. ?) – kapitan piechoty Wojska Polskiego, kawaler Orderu Virtuti Militari.

## Życiorys
Urodził się 29 marca 1869 w Preszowie, w rodzinie Wojciecha.
Po odbyciu jednorocznej ochotniczej służby wojskowej w cesarskiej i królewskiej Armii został mianowany podporucznikiem rezerwy ze starszeństwem z 1 stycznia 1893 i przydzielony w rezrwie do 30 Galicyjskiego Pułku Piechoty we Lwowie. W następnym roku został powołany do służby zawodowej w cesarsko-królewskiej Obronie Krajowej, w stopniu podporucznika ze starszeństwem z 1 listopada 1894 i wcielony do 19 Pułku Piechoty Obrony Krajowej we Lwowie. Na stopień porucznika został mianowany ze starszeństwem z 1 maja 1897. Prawdopodobnie w 1900 wystąpił ze służby. W 1904 ponownie w służbie z przydziałem do 25 Pułku Piechoty Obrony Krajowej w Kromieryżu. W następnym roku został przeniesiony do 32 Pułku Piechoty Obrony Krajowej w Nowym Sączu na stanowisko oficera magazynowego. Prawdopodobnie w 1907 został zwolniony ze służby.
7 lipca 1919 został przyjęty do Wojska Polskiego z zatwierdzeniem posiadanego stopnia porucznika, zaliczony do I Rezerwy armii z równoczesnym powołaniem do służby czynnej na czas wojny i przydzielony do Dowództwa Okręgu Generalnego Lwów. 19 sierpnia 1920 jako oficer DOGen. Lwów został zatwierdzony z dniem 1 kwietnia 1920 w stopniu kapitana, w piechocie, w grupie oficerów byłej armii austro-węgierskiej.
Według por. Władysława Jagiełłowicza, autora „Zarysu historii wojennej 40-go Pułku Strzelców Lwowskich” Geza Szczyrkowski poległ 31 maja 1920 w bitwie pod Bystrzykiem, walcząc w szeregach I batalionu 40 pp. Na oficjalnej „Liście strat Wojska Polskiego” wydanej w 1934 Geza Szczyrkowski figuruje jako poległy ale bez podania daty i miejsca śmierci. Brak potwierdzenia śmierci kapitana Szczyrkowskiego prawdopodobnie był przyczyną umieszczenia go w 1922 w „Alfabetycznym spisie oficerów rezerwy” i „Roczniku Oficerskim 1923” jako oficera rezerwy 26 Pułku Piechoty oraz w „Roczniku Oficerskim 1924”, jako oficera pospolitego ruszenia 26 pp.

## Ordery i odznaczenia
- Krzyż Srebrny Orderu Wojskowego Virtuti Militari nr 2199 – 19 lutego 1921[17][1]